# ترومی ناگاه
ترومی ناگاه (انگلیسی: Terumi Nagae) بازیکن فوتبال زن اهل ژاپن است.
وی همچنین در تیم ملی فوتبال زنان ژاپن بازی کرده‌است.